# Akwa Group
Akwa Group je marocká konglomerátní společnost (holding) se sídlem v Casablance. Působí především v ropném a plynárenském průmyslu (petrochemickém průmyslu prostřednictvím společností Afriquia, Afriquia Gaz, Tissir Gaz a Maghreb Oxygène), ale také v maloobchodě (Mini-Brahim), telekomunikacích, cestovním ruchu (Société d'Aménagement et de Promotion de la Station Taghazout, Hôtel Fairmont Taghazout Bay), nemovitostech (Résidences Place Des Zaers) a médiích (vydavatelství Groupe Caractères vydávající La Vie économique, Femmes du Maroc a Nissaa Min Al Maghrib a vydavatelství ALM Publishing S.A. vydávající Aujourd'hui le Maroc). Její čerpací stanice jsou provozovány pod značkou Afriquia.
Holding ovládá jedna z nejmajetnějších marockých rodin, Achanúš a Wakrim.

## Historie
Většinový vlastník Akwa Group, konglomerátu s mnohamiliardovým obratem, je Azíz Achanúš, bývalý marocký Ministr zemědělství, rybolovu, rozvoje venkova, vody a lesů a od roku 2021 předseda vlády Maroka a současně také starosta marockého města Agádír. V roce 2019 byl také 13. nejmajetnější africký miliardář podle amerického ekonomického časopisu Forbes. Jeho otec Ahmed Ouldhadj Akhannouch měl založit společnost v roce 1932 spolu se svým společníkem Haj Ahmedem Wakrimem.
V roce 1959 Ahmed Ouldhadj Akhannouch s tehdy již svým švagrem Ahmedem Wakrimem založili společnost Afriquia SMDC (francouzsky Société Marocaine de Distribution de Carburants) – jednu z prvních společností na distribuci pohonných hmot v Maroku a dnes dceřinou společnost konglomerátu Akwa Group S.A. V roce 1974 byla založena Maghreb Oxygène – druhá významná dceřiná společnost. Na přelomu 80. a 90. let 20. století došlo k reorganizaci podnikové struktury – byla vytvořena holdingová společnost Groupe Afriquia a v roce 1999 byly její dvě dceřiné společnosti, Afriquia Gaz a Maghreb Oxygène, uvedeny na burzu (veřejně kótovány). V březnu 2002 se společnost Groupe Afriquia přejmenovala na dnešní Akwa Group. V roce 2005 byl konglomerát Akwa Group, vlastnící 40 společností, jednou z největších marockých průmyslových skupin, zaměstnávající více než 2 000 lidí.
V Maroku se od 20. dubna 2018 čerpací stanice Afriquia staly terčem bojkotu proti zdražování, monopolizaci trhu a střetu zájmů mezi podnikateli a politiky v Maroku, pro úzké spojení s politickou mocí. Bojkot byl zaměřen na pohonné hmoty Afriquia společnosti Afriquia SMDC, balenou vodu Sidi Ali a mléko Centrale Danone – tři firemní značky, které jsou v Maroku úzce spojeny s politickou mocí. V neděli 27. května 2018 vyzval Azíze Achanúše člen strany RNI (Národní shromáždění nezávislých, francouzsky Rassemblement national des indépendants) Rachid Sassi, aby odstoupil a vzdal se předsednictví strany. Politik argumentoval tím, že „výkon funkce předsedy Národního shromáždění nezávislých (RNI) a zároveň funkce šéfa obchodních podniků může vést ke střetu zájmů“.
Do marocké skupiny Akwa Group, rodinného holdingu Azíze Achanúše, nastoupila v roce 2001 jako marketingová ředitelka a členka výkonného výboru Fatim-Zahra Ammor (* 1967), absolventka École Nationale Supérieure de Techniques Avancées v Paříži. Po odchodu ze skupiny Akwa v roce 2013 byla konzultantkou v oblasti rozvoje podnikání a marketingové strategie a získala certifikát podnikové administrativy na Sciences Po Paris a certifikát koučování. Ve čtvrtek 7. října 2021 byla králem Muhammadem VI. jmenována ministryní cestovního ruchu, řemesel a sociální a solidární ekonomiky Maroka do vlády vedené Azízem Achanúšem, jako členka strany RNI.

## Provoz

### Benzínové a automobilové služby
Afriquia SMDC, dceřiná společnost Akwy, je předním marockým provozovatelem čerpací stanice s více než 400 stanicemi Afriquia Gaz, v tzv. „Villages Afriquia“ (Afriquia vesničkách) nabízí palivové karty, věrnostní programy, restaurace a volnočasové aktivity, vytvářeli 33 % obratu odvětví v roce 2007. Společnost Afrilub (Afriquia Lubrifiants Maroc) je výrobcem motorového oleje. Dovoz a prodej ropných produktů zajišťují Petrolog a Petrosud. Petrosud provozuje také velký sklad ropy v Port d'Agadir. Společnost SEJ (Société d'Entreposage de Jorf Lasfar) poskytuje navazující služby v oblasti skladování ropy (entrepôt), včetně skladování motorové nafty a lehkého topného oleje.
Auto Speedy poskytuje franšízy pro opravny automobilů (autoservisy). Společnost Rezoroute provozuje samoobsluhy Mini-Brahim, dálniční restaurace Oasis Cafe a poskytuje franšízy Rapid'Auto.

### Kapalný ropný plyn
Společnost Afriquia Gaz je přední marocký distributor zkapalněných ropných plynů. Vlastní značky Afriquia Gaz, Tissir Gaz, Ultra Gaz, Camping Gaz a Métagaz.

### Průmyslové a medicinální plyny
V roce 1976 byla založena společnost Maghreb Oxygène, která zajišťovala výrobu kyslíku nezbytného pro řádné připojení palivových potrubí. Dnes je dodavatelem průmyslových a medicinálních plynů. Provozuje tři zařízení ve městech Berrechid, Had Soualem a Jorf Al Asfar. Společnost vyrábí a distribuuje lékařský kapalný kyslík, průmyslový kapalný kyslík, kapalný dusík, acetylen atd.

### Telekomunikace
Akwa má dvě dceřiné společnosti poskytující telekomunikační služby. Společnost Afrinetworks včetně prodejních míst Eho & Aloha, která je největším distributorem marockého mobilního operátora Medi Telecom S.A a společnost Bell Networks, která je přidružená ke společnostem Nortel Networks a EADS Télécom. V roce 1999 skupina AKWA získává 11 % podílu na kapitálu společnosti Médi Telecom S.A. prostřednictvím holdingové společnosti HOLDCO. V srpnu 1999 společnost Medi Telecom S.A. získala licenci na vybudování a provozování druhé celostátní sítě GSM 900 v Maroku. Komerční provoz zahájila 29. března 2000. Zavedení konkurence (hospodářské soutěže) mělo v Maroku snížit tarify a zvýšit míru rozšíření mobilních sítí. Jedinou další licenci na provozování sítě GSM v Maroku vlastnila společnost Maroc Telecom (dříve Itissalat-al-Maghrib; IAM).

### Cestovní ruch, hotely, stravování a nemovitosti
Akwa patří do skupiny Accor s hotely Ibis a Ibis Budget a vlastní také cateringovou společnost Oasis Café a realitní společnost Akwa Immobilier.

### Mediální průmysl
V roce 1999 vstoupil konglomerát Akwa na mediální trh koupí vydavatelství Groupe Caractères, zahrnujícím společnost SFPP – vydavatele časopisu La Vie économique (také La Vie Eco), a společnost Communication Economique vydávající Maisons du Maroc, Femmes du Maroc a Nissaa Min Al Maghrib ve francouzštině a arabštině.
Skupina Akwa je také hlavní akcionář vydavatelství ALM Publishing S.A. vydávajícím časopis Aujourd'hui le Maroc.